# Conflicted virtue
Une conflicted virtue est une situation problématique où un État se retrouve piégé par sa possession massive de devises étrangères. Dans le cas où la monnaie nationale s'apprécie par rapport à la devise étrangère, cela réduit la valeur du stock de devises étrangères détenu par un effet de valorisation. La Chine se trouve actuellement dans une telle situation vis-à-vis des États-Unis, le dollar trap.

## Concept
Le système économique international est permis par l'internationalisation des marchés de change internationaux. Ils permettent d'échanger des devises contre des devises. Le dollar américain et l'euro sont utilisées comme monnaies de réserve internationale. Les pays dits « vertueux » sont ceux qui disposent d'un taux d'épargne élevé et qui donc tendent à avoir une balance courante excédentaire ; c'est-à-dire qu'ils prêtent au reste du monde plus qu'ils n'empruntent.
Toutefois, le pays créditeur prête généralement dans une monnaie étrangère. La Chine, par exemple, qui dispose d'un stock très important de dollars américains du fait de ses excédents commerciaux vis-à-vis de l'Amérique, prête à l'Europe et à l'Amérique du Nord les dollars dont elle dispose,. Ce type de situation génère souvent des conflits, car le pays endetté et qui souffre d'un déficit commercial considère que le pays créditeur manipule sa monnaie ou dispose d'une monnaie trop faible.
Le conflit se situe dans le fait que le pays qui dispose d'actifs étrangers importants, s'il fait s'apprécier sa monnaie, verra non seulement ses exportations chuter (car le coût de ses biens sera plus élevé aux yeux des étrangers), mais, en plus, la valeur du stock de devises étrangères détenu perdra en valeur proportionnellement à l'augmentation de la valeur de la devise nationale. Si le pays, comme la Chine, détient des réserves importantes de monnaie étrangère, cela peut aller jusqu'à causer de la déflation.

## Histoire
Le phénomène de conflicted virtue commence dès l'établissement du système financier international, progressivement, au XIXe siècle. Le Royaume-Uni évite de vivre une telle situation à la fin du siècle, car si le pays est en effet créditeur du monde, il prête et détient des actifs dans sa propre monnaie, la livre sterling. Toutefois, pendant la première moitié du XXe siècle, la situation s'inverse, et la France, qui accumule des livres sterling grâce à ses excédents commerciaux sur l'Angleterre, se trouve piégée dans le sterling trap.
Le phénomène le plus connu de conflicted virtue aujourd'hui est celui du dollar trap, dans lequel la Chine se trouve bloquée du fait de sa détention de devises.